# Lysianassa (Nereide)
Lysianassa (altgriechisch Λυσιάνασσα Lysiánassa) ist in der griechischen Mythologie eine der Nereiden, also eine Tochter des Nereus und der Doris.